# Jupiter (mitologija)
Jupiter je v rimski mitologiji bog neba in grmenja, vrhovni bog rimskega panteona, zasedal je isto mesto kot Zevs v grški. Kot vrhovni rimski bog je nadzoroval zakone in pravico.
Na Kapitolu v Rimu je stal tempelj Jupitra Najboljšega in Največjega (Jupiter Optimus Maximus), ki je bilo središče državnega kulta. Svetišča je imelo tri prostore, v srednjem je sedel Jupiter z Junono in Minervo. V tempelj so prinašali žrtve, darove najvišji uradniki, ko so prevzemali nove dolžnosti in vojskovodje pred odhodom in po vrnitvi iz bitk. Jupitru so nosili najdragocenejši plen. Njegov svečenik, flamen dialis je bil najvišji v kolegiju svečenikov.

## Ime
Starejše ime Diēspiter je sestavljeno iz '‘dieis (latinsko 'dan‘) in pater (latinsko 'oče') in zato pomeni 'nebeški oče'. Iu v Iuppiter in ime Zevs segata do istega indoevropskega korena *diu za 'svetlo', kar opisuje glavno značilnost Jupitra (ali Zevsa) kot starodavnega boga nebes in vremena, ki so ga razumeli tudi kot svetlobnega prstana. V skladu s tem je sekundarni pomen Iuppiter tudi preprosto 'nebo' ali 'zrak'; v skladu s tem sub Iove pomeni 'pod odprtim nebom' ali 'na prostem'.
Izgovor se je spremenil iz [ˈjuːpiter] v [ˈjupːiter] okoli Kristusovega rojstva. Ime je v glavnem okrajšano na rimskih napisih; če je bilo zapisano, so v antiki, odvisno od izgovorjave, pisali ivpiter ali ivppiter - Rimljani niso ločevali med / i / in / j / ali / u / in / v /. V sodobnem času se je ime večinoma pisalo Jupiter.

## Predstavitev
Njegovi atributi so snop strel v roki in orel, ki ga spremlja v znak moči; pogosto je upodobljen ustoličen. Njegovo sveto drevo je hrast, zato je Jupiter včasih upodobljen s hrastovim vencem. V umetnosti od 16. do 18. stoletja simbolizira ogenj v skupini štirih elementov.

## Kult

### Vzdevek
Tako kot mnoge druge starodavne bogove so tudi Jupitra častili z različnimi vzdevki, od katerih je vsak poudarjal določene vidike ali je bil povezan s posameznimi lokacijami ali si je prisvojil lokalne bogove. Kot Jupiter Latiaris so ga Latinci častili kot zavetnika njihove lige mest, v kateri je pozneje prevladoval Rim, zato je bil njegov tempelj zunaj Rima na Albanskih gričih. Kot državni bog je bil Jupiter Optimus Maximus ('Jupiter najboljši in največji'), kot vrhovni bog v kapitolski triadi, ki so ga častili v templju na Kapitolu, je bil Kapitolski Jupiter.
Drugi vzdevki segajo v stare kulte, na primer Iupiter Feretrius ('plemeniti') ali Iupiter Stator ('ki sovražnika ustavi'). Drugi so pomembnost pridobili šele v cesarski dobi, na primer kult Jupiter Tonans ('gromovnik'). Kot Jupiter Pluvius ('pošiljatelj dežja') je bil pozvan, da konča poletne suše.
Nekateri drugi vzdevki so še:
- Jupiter Caelestis (‘nebeški’)
- Jupiter Fulgurator (‘bog strele’)
- Jupiter Laterius (‘bog Latincev’)
- Jupiter Lucetius (‘bog svetlobe’) – vzdevek je skoraj zagotovo povezan s svetlobo ali plamenom strele in ne z dnevno svetlobo
- Jupiter Victor (‘Jupiter zmagovalec)
- Jupiter Poeninus (Jupiter spoštovan v Alpah)
- Jupiter Uxellinus (Jupiter, bog gora)
- Jupiter Centumpeda, dobesedno ‘tisti, ki ima sto metrov’; to je, “tisti, ki ima moč vzpostavljanja, zagotavljanja stabilnosti, vsemu daje stabilnost”, saj je sam najpomembnejši za stabilnost.
- Jupiter Suman, pošiljatelj nočnega grmenja
- Jupiter Terminal ali Jupiter Termin, zaščitnik in branilec meja

### Prazniki in koledar
Ide vsakega meseca, ki so prvotno ustrezale polni luni, torej dnevom, ko ni bilo popolne teme, so bile feriae Iovis - Jupitrov praznik. Na ta dan so posvečeno belo ovco v slovesni procesiji vodili čez Via Sacra do Kapitola in jo tam žrtvovali. Ustanovni dnevi Jupitrovih templjev so tudi padli na Ide:
- Jupiter Optimus Maximus in Jupiter Capitolinus: 13. september
- Jupiter Victor: 13. april
- Jupiter Invictus: 13. junij
- Jupiter Stator: verjetno 13. januar
- Epulum Iovis: 13. november

Veliki prazniki, posvečeni Jupitru, epuli Iovis, so se tudi odvijali tudi na ide, eden 13. septembra in drugi 13. novembra.
Drugi festivali, posvečeni Jupitru, so bili vinski festivali, dva Vinalia (Vinalia Priora 23. aprila in Vinalia Rustica 19. avgusta) in verjetno tudi Meditrinalia 11. oktobra. Trgatev, ki se je začela v različnih obdobjih, odvisno od zrelosti grozdja, se je začela z žrtvovanjem jagnjeta s strani flamen dialis, državnega duhovnika Jupitra.
Po Jupitru se je peti (zdaj že četrti) dan v tednu imenoval Iovis das, od tod italijanski giovedi,  španski jueves in francoski jeudi. Nemci so ga izenačili z Donarjem, skandinavskim Thor, torej nemškim  Donnerstag in angleškim Thursday.
Ustrezal je tudi planetu Jupiter.

### Svetišča in posamezni kulti
Nedvomno je bilo najpomembnejše Jupitrovo svetišče in sedež državnega kulta na Kapitolu. Severni, višji vrh Kapitola se je imenoval arx ('grad'). Tu se je končala procesijska cesta Via Sacra in tu je bilo opazovalno mesto avgurjev, s katerega so spremljali polet ptic.

#### Jupiter Feretrius
Na južnem vrhu je bil tempelj Jupitra Feretriusa, najstarejše božje svetišče v mestu, ki ga je po legendi daroval Romul sam in posvetil v spomin na svojo zmago nad spolia opima iz Acrona, kralja Kaenincev, in je služil kot odlagališče. Tempelj ni vseboval kultne podobe; toda tu je bil hranjen sveti kamen, tako imenovani silex ali lapis. Obe besedi pomenita 'kamen', silex raje opisuje trdi kamen, lapis pa večji kamen ali balvan. Če je bil silex kamnita skala, ki se je uporabljala v daritvene namene, sta možna le kremen in obsidian. Vendar ni jasno glede vloge silexa pri žrtvi, tudi njegova narava je sporna. Po tem kamnu so boga svetišča imenovali tudi Jupiter Lapis ('Jupiter kamna'). Prisega temu bogu je bila še posebej slovesna in je bila uporabljena v mednarodnih sporazumih.
Ime Jupiter Feretrius ('plemeniti nosilec plena') sega do dejstva, da je bila Spolia opima ('bogati plen'), v tem templju posvečen Bogu. Spolia opima je bil oklep sovražnega generala, ki mu ga je v bitki odvzel rimski general. Najboljši del tega bogatega plena, prima spolia, je bil namenjen Jupitru Feretriusu. Jasno je, da se je zaradi visokih zahtev glede pridobivanja posvetilnih daril takšno posvečenje v rimski zgodovini zgodilo le nekajkrat, prvič pa je po legendi ustanovitelj svetišča Romul sam.

#### Kapitolski Jupiter
Poleg templja Jupitra Feretriusa je bil na južnem vrhu tudi glavni Jupitrov tempelj v vlogi rimskega državnega boga, natančneje tempelj kapitolske triade, ki so ga sestavljali Jupiter Optimus Maximus, Junona in Minerva. Po legendi je ta tempelj, tempelj kapitolskega Jupitra, v veliki meri zgradil Tarkvinij Ošabni, zadnji rimski kralj, vendar je bil slovesno odprt v prvem letu Rimske republike 13. septembra 509 pr. n. št..
Kultne podobe triade so bile v svoji celi v templju. Cela Jupitra Optimusa Maximusa je bila v središču, Junone na levi in Minerve na desni. Poleg tega so obstajale še druge kultne podobe, zlasti tisti bogovi, tesno povezani z Jupitrom, npr. Suman. Na strehi je bila kot akroterij podoba Jupitra, ki je vodil kvadrigo.
Tempelj na Kapitolu je bil v zgodovini večkrat požgan ali uničen, vendar je bil vedno obnovljen na istih temeljih.

#### Jupiter Fulgator
Drugi kult je bil Jupiter Fulgator ("Jupiter strela") s svetiščem na Campusu Martiusu, kjer so Jupitra častili v obliki strele. Zanj so bile bidentalia sveti kraji, kjer so bile označene svete meje je strela udarila v zemljo. Če se je to zgodilo na javnih tleh, so na točki opravili odkup in kraj razmejili s tako imenovano puteal, krožno steno, ki naj bi preprečevala, da bi se tal, ki jih je strela požgala in s tem posvetila, dotaknili ali nanje stopili. Ločili so med strelami, ki so udarile podnevi in tistimi, ki so udarile ponoči. Samo Jupitru so dodelili samo dnevne strele, nočno božanstvu, ki je bilo z njim tesno povezano Suman. Napisa na takih mestih sta bila torej fulgur Dium conditum in fulgur Summanum conditum (na primer »Jupiter / Suman je tu udaril«).

#### Jupiter Elicius
Z Jupitrom Fulgurjem je povezana legenda o Jupitru Eliciusu (Jupiter priklicani, Jupiter, ki kliče [nebesna znamenja] ali 'ki ga kličejo [z zakletvami]'; 'pošiljatelj dežja'.). V skladu s tem je kralju Numi Pompiliju s podporo nimfe Egerije in bogov Pikusa in Favna uspelo 'potegniti' Jupitra z neba (torej ustvariti čarobno prisilo Boga) in ga pripraviti do tega, da je Numi razkril sredstva in obrede za odkupne daritve. Poleg tega je Numa od Jupitra prejel ancile, starodavne ščite in simbole rimske moči. Svetišče Jupitra Eliciusa je bilo na Aventinu, ki je tudi prizorišče legende.

#### Jupiter Tonans
Jupiter Tonans ('grmeči Jupiter') je treba razlikovati od Jupitra Fulgatorja. Kult izvira iz avgustovskega obdobja in sega nazaj v dogodek, ko je Avgusta med kampanjo proti Kantabrijcem skoraj udarila strela. V zahvalo je obljubil Jupitru tempelj na Kapitolu. Ta tempelj na južnem Kapitolskem griču je bil posebej dodelan s stenami iz marmornih blokov in bogatimi slikovnimi okraski. Svetišče je bilo odprto 1. septembra 22 pr. n. št.
Oprema naj bi bila tako čudovita, da se je neke noči Avgustu v sanjah prikazal Kapitolski Jupiter in se pritožil nad zanemarjanjem. Avgust je nato vrhovnemu Jupitru zagotovil, da je bog novega templja le vratar svetišča. Da bi razjasnil to razmerje, je dal Avgust na streho templja Jupitra Tonansa pritrditi zvonce (tintinnabula).

#### Jupiter Stator
Jupiter je bil v svoji vojaški vlogi posvečen kultu Jupitra Statorja ('Jupiter strmeč, stoječ'; »tisti, ki ima moč ustanoviti, uvesti vse«, od tod tudi tisti, ki daje moč upora, zaradi česar ljudje, vojaki, stojijo trdno.). Ta bog je imel v Rimu dva templja. En je bil na Porta Mugionia na severni strani Palatina. Drugi tempelj je po zmagi leta 146 pr. n. št. zgradil Kvint Cecilij Metel Macedonicus. Zgrajen v bližini Cirkusa Flaminiusa.
Jupiter Viktor ("zmagovalec") je po svoji funkciji podoben Jupitru statorju, za njegov tempelj je v samnitski vojni glasoval tudi Kvint Fabij Maksim Rulijan. Verjeli so, da je tempelj na Kvirinalu. Drugi vojaško usmerjeni kulti Jupitra so bili posvečeni Jupitru Invictusu ('neporaženi Jupiter') in Jupitru Propugnatorju ('bojevnik').

### Sinkretistični Jupitrovi kulti
V rimski Gornji Germaniji, ki so jo naselili tudi Kelti, so kult Jupitra gojili s tako imenovanimi Jupitrovimi velikanskimi stebri, pri čemer so častili tudi keltskega boga neba Taranisa.
Na današnjem Gerhardovem hribu (Gellértberg) v Budimpešti (Akvinkum), ki so ga Rimljani verjetno imenovali Mons Teutanus [31], je bil pozno keltski opidum Eraviskov, kjer so častili Tevtata, glavno keltsko božanstvo, pod različico imena Tevtanus. Kult je pozneje prevzelo prebivalstvo Akvinkuma. Od 2. do 3. stoletja našega štetja so duoviri v koloniji 11. junija vsako leto postavljali oltarni kamen za Tevtana, ki je bil identificiran z Iuppiter Optimus Maximus.

### Konec čaščenja Jupitra
Kult Jupitra je konec 4. stoletja našega štetja kot del verovanj mnogih bogov pod cesarjem Teodozijem I. nadomestilo krščanstvo kot državna religija Rimskega cesarstva.

## Miti
Dokler se ni razvila Interpretatio Romana (v latinščini "rimski prevod" in opisuje rimsko navado vključevanja tujih božanstev v lastno vero z identifikacijo z rimskimi božanstvi), so bogove rimske mitologije razumeli predvsem kot poosebitve naravnih pojavov, o katerih mitičnih pripovedi skoraj ni bilo. Le z enačitvijo grškega z rimskimi bogovi so bile prenesene zgodbe o grški mitologiji, pri čemer je bil Jupiter enačen z Zevsom. Med cvetenjem latinske literature od 3. stoletja pred našim štetjem so se miti in značilnosti Zevsa postopoma prenesli na Jupitra, nadalje razvijali in prilagajali razvijajoči se rimski kulturi.
V stoicistični razlagi mita Jupiter izgubi svoje posamezne poteze, ki se nadaljujejo že od homerskega Zevsa, iz katerega se razvije fizično-alegorična interpretacija, ki le površno sledi  homerskemu Zevsu.

### Zevsovi miti

#### Rojstvo in otroštvo
Oče Jupitra je Saturn, ki se je poistovetil z grškim Zevsovim očetom Kronosom, ki požre svoje potomce in zaradi ženine zvijače poje kamen namesto svojega najmlajšega otroka. Kraj rojstva Jupitra je podan tako kot pri Zevsu z jamo Psihro na gori Dikte ali na Idi [38], kjer ga v obeh primerih z mlekom vzgoji Amalteja. V vatikanskem mitografu je Jupiter najprej postavljen v varstvo volkulje, ki pa nima dovolj mleka, s čimer je mit o Jupitru povezan z mitom o Romulu in Remu. Po mnenju drugih avtorjev naj bi ga čebele hranile z medom , za kar naj bi jim kasneje omogočil da očetovstvo otrok brez koitusa. Humanistična učenjakinja Natale Conti trdi, da so zanj skrbeli medvedi.

#### Boji za premoč
V mitu o nasledstvu, ki so ga Grki že sprejeli iz starodavnih orientalskih pripovedk, v katerem je razloženo nasledstvo generacij bogov in ki ugotavlja prevlado Jupitra med bogovi, olimpski bogovi pod njegovim vodstvom premagajo Titane in se uspešno branijo pred zahtevami po moči Gigantov. V latinski tradiciji se posamezni grški miti o različnih bojih za oblast vse bolj mešajo, kar se najbolj kaže v imenih njegovih nasprotnikov, ko so na opisih gigantomahije na eni strani omenjena imena Titanov med Giganti, na drugi strani pa vse bolj izvirni liki, kot so Aloadi ali Tifon zamenjajo Gigante.
Poleg tega se zdi, da so deli nasledstvenega boja povezali z drugimi okoliščinami, na primer takrat, ko Jupitra, ki že vlada kot kralj bogov, Titani napadejo, ker jih je k temu spodbudila njegova ljubosumna žena Junona  ali ko se je boril s Tifonom, na napad katerega so drugi bogovi pobegnili v Egipt, preoblikovani kot živali, zapustili boginjo Minervo. V Vatikanski mitografiji se titanomahija, gigantomahija in tifonomahija dokončno združijo v eno samo pripoved, v kateri Gigante in Titane odžene krik oslov Satirov, ki jim priskočijo na pomoč. Ob pogledu na Tifona tudi tu pobegnejo vsi bogovi, razen Jupitra. Končno premaga napadalce s pomočjo orla, ki nosi njegove strele do sovražnika.

#### Ljubezenske zadeve
Tako kot grški Zevs ima tudi Jupiter poleg zakona z ljubosumno Junono tudi številne ljubezenske zveze, za katere običajno spremeni obliko in se spremeni v živali, ljudi, bogove ali celo stvari. Tako na primer ugrabi Evropo v obliki čudovitega bika, pristopi k Ledi v obliki laboda, Antiopo zapelje kot satir ali bik in se Kalisto, devici iz Dianinega spremstva, pokaže kot njena ljubica. Za Alkmeno se preoblikuje v njenega moža Amfitriona, za Danao v zlati dež in Ajgini se pokaže v obliki plamena. Obožuje tudi čudovitega mladeniča Ganimeda, ki ga v obliki orla ukrade z zemlje in ga kot prinašalca čaš premesti na Olimp.
Jupitrove spretnosti preoblikovanja niso omejene samo na njega, na primer, Kureta Celmisa spremeni v jeklo, da mu omogoči nesmrtnost, sina Aeacusa za zaščito pred Junono v mravljišče prebivalcev Mirmidoncev [55] ali Io v kravo.
Lokalne sage, ki so v rimski mitologiji veliko manj pogoste, spadajo med redke mite, ki niso izhajali iz grške mitologije. Na primer, vodo izvira, hvaljenega zaradi svojih zdravilnih lastnosti, so uporabljali za številne žrtve; v mitu nimfa izvirov Juturna postane Jupitrova ljubica, ki ji v zameno podari nesmrtnost, da lahko še naprej bdi nad izvirom.
- Jupiter in Kalisto, gravura Thomas Burke
- Danaa in Zlati dež, Orazio Gentileschi, J. Paul Getty Museum
- Ugrabitev Evrope, François Boucher
- Ugrabitev Ganimeda, Correggio
- Jupiter in Io, John Hoppner
- Leda in labod, Adolphe Gumery

#### Podoba
Iz pisnih virov skorajda ni mogoče dobiti Zevsove podobe. Redke opise zunanjega videza so rimski pisci le delno sprejeli za opis Jupitra, a so jih tudi spremenili. Medtem ko v desni drži strelo in jo meče, v levi nosi žezlo iz slonove kosti, lasje so tako ogromni, da zemljo, morje in zvezdnato nebo strese z enim samim tresenjem. Nosi brado, iz katere se je po vatikanskem mitografu rodila Minerva. Kot oblačilo nosi zlato tuniko, ki je vzor za tunike rimskih triumfatorjev.

### Ponovne interpretacije
V stoiški interpretaciji Jupiter izgubi svoje posamezne poteze, prevzete iz grške mitologije. Jupiter je razumljen kot božanstvo, ki se enakovredno kaže v vseh delih sveta in ga samo različno imenujejo, odvisno od predstavitve, drugi bogovi so torej le deli Jupitra, prilagojeni določenim nalogam. Na primer, Junona predstavlja zrak, Diana zemljo in del, imenovan "Jupiter", predstavlja eter.